# Ставропольский район
Ставропо́льский райо́н — административно-территориальная единица Самарской области России. В границах района образован одноимённый муниципальный район.
Административный центр — город Тольятти (в состав самого района не входит), который до 1964 года назывался Ставрополь (неофициально Ставрополь-на-Волге для отличия от Ставрополя-на-Кавказе).

## География
Площадь района — 3662 км². Район граничит на севере — с Мелекесским и Новомалыклинским районами Ульяновской области, на востоке — с Красноярским и Волжским, на юге — с Безенчукским, на западе с Сызранским и Шигонским районами Самарской области.
Основные водные артерии — Саратовское и Куйбышевское водохранилища. Территория района делится на три части, самая крупная лежит в Заволжье, южная часть района расположена в пределах Самарской Луки здесь расположены Жигулевские горы, значительную часть Самарской Луки занимают земли национального парка Самарская Лука и Жигулевского заповедника. Третью часть территории занимает южная часть Ставропольского района, она лежит на левобережье Волги.
На правом берегу Волги с запада на восток расположены горы Жигули (высота до 370 м), круто обрывающимися в сторону Волги и пологими к югу. На песчаных почвах левого берега Волги встречаются сосновые боры. В Жигулях преобладают широколиственные и частично-смешанные леса.
Сочетание благоприятных климатических условий, привлекательность ландшафтов, санаторно-курортных и туристско-экскурсионных возможностей создаёт рекреационную привлекательность района и области.

## История
Земли Ставропольского района перешли в состав Московского государства в конце 16 века, а до этого этот край относился к Золотой Орде и позже к Казанскому ханству. С 1744 по 1780 годы — Ставропольский край входил в состав Оренбургской губернии, а с 1780 года — в Симбирскую губернию как Ставропольский уезд.
Район образован 28 октября 1928 года при административном делении Средне-Волжского края.

## Население
| 2002    | 2008    | 2010    | 2011    | 2012    | 2013    | 2014    | 2015    | 2016    |
| ------- | ------- | ------- | ------- | ------- | ------- | ------- | ------- | ------- |
| 45 167  | ↗51 815 | ↗54 181 | ↗54 533 | ↗57 608 | ↗60 475 | ↗63 273 | ↗66 282 | ↗69 424 |
| 2017    | 2018    | 2019    | 2020    | 2021    | 2022    |         |         |         |
| ↗72 119 | ↗73 794 | ↗76 184 | ↗78 233 | ↗81 937 | ↘81 908 |         |         |         |

### Национальный состав
Самыми многочисленными национальностями, представленными на территории Ставропольского района, по данным всероссийской переписи населения 2010 года, стали русские — 44 261 чел. (82,5 %), татары— 2 364 чел. (4,4 %), мордва — 2 065 чел. (3,8 %), чуваши— 1 868 чел. (3,5 %) и украинцы— 910 чел. (1,7 %). Остальные национальности все вместе составляли 4,1 % (каждая из них не превышает 1 %). 33 национальности насчитывали менее 10 своих представителей среди населения района.

## Муниципально-территориальное устройство
В район входят 24 сельских поселения:
| №  | Муниципальное образование             | Административный центр  | Количество населённых пунктов | Население | Площадь, км2 |
| -- | ------------------------------------- | ----------------------- | ----------------------------- | --------- | ------------ |
| 1  | сельское поселение Александровка      | село Александровка      | 2                             | ↘2076     |              |
| 2  | сельское поселение Бахилово           | село Бахилово           | 1                             | ↘1023     |              |
| 3  | сельское поселение Большая Рязань     | село Большая Рязань     | 5                             | ↗1290     |              |
| 4  | сельское поселение Васильевка         | село Васильевка         | 3                             | ↘4903     |              |
| 5  | сельское поселение Верхнее Санчелеево | село Верхнее Санчелеево | 2                             | ↘2271     |              |
| 6  | сельское поселение Верхние Белозёрки  | село Верхние Белозёрки  | 2                             | ↗2587     |              |
| 7  | сельское поселение Выселки            | село Выселки            | 1                             | ↗3827     |              |
| 8  | сельское поселение Жигули             | село Жигули             | 2                             | ↗2476     |              |
| 9  | сельское поселение Кирилловка         | село Кирилловка         | 1                             | ↘583      |              |
| 10 | сельское поселение Луначарский        | посёлок Луначарский     | 1                             | ↗2487     |              |
| 11 | сельское поселение Мусорка            | село Мусорка            | 3                             | ↘2132     |              |
| 12 | сельское поселение Нижнее Санчелеево  | село Нижнее Санчелеево  | 2                             | ↗2511     |              |
| 13 | сельское поселение Новая Бинарадка    | село Новая Бинарадка    | 1                             | ↘674      |              |
| 14 | сельское поселение Осиновка           | село Осиновка           | 3                             | ↗442      |              |
| 15 | сельское поселение Пискалы            | село Пискалы            | 3                             | ↘1790     |              |
| 16 | сельское поселение Подстёпки          | село Подстёпки          | 1                             | ↗15 455   |              |
| 17 | сельское поселение Приморский         | посёлок Приморский      | 1                             | ↗2637     |              |
| 18 | сельское поселение Севрюкаево         | село Севрюкаево         | 5                             | ↘635      |              |
| 19 | сельское поселение Сосновый Солонец   | село Сосновый Солонец   | 3                             | ↘1601     |              |
| 20 | сельское поселение Ташелка            | село Ташелка            | 4                             | ↘2643     |              |
| 21 | сельское поселение Тимофеевка         | село Тимофеевка         | 2                             | ↘9237     |              |
| 22 | сельское поселение Узюково            | село Узюково            | 1                             | ↗3384     |              |
| 23 | сельское поселение Хрящёвка           | село Хрящёвка           | 1                             | ↘3472     |              |
| 24 | сельское поселение Ягодное            | село Ягодное            | 1                             | ↗11 801   |              |

### Населённые пункты
В Ставропольском районе 51 населённый пункт.
| №  | Населённый пункт   | Тип                     | Население | Муниципальное образование             |
| -- | ------------------ | ----------------------- | --------- | ------------------------------------- |
| 1  | Александровка      | село                    | ↗2177     | сельское поселение Александровка      |
| 2  | Аскулы             | село                    | ↘84       | сельское поселение Сосновый Солонец   |
| 3  | Бахилово           | село                    | ↘1023     | сельское поселение Бахилово           |
| 4  | Берёзовый Солонец  | село                    | 425       | сельское поселение Сосновый Солонец   |
| 5  | Большая Рязань     | село                    | 924       | сельское поселение Большая Рязань     |
| 6  | Брусяны            | село                    | 117       | сельское поселение Большая Рязань     |
| 7  | Валы               | село                    | 801       | сельское поселение Жигули             |
| 8  | Васильевка         | село                    | ↗3233     | сельское поселение Васильевка         |
| 9  | Верхнее Санчелеево | село                    | ↘1566     | сельское поселение Верхнее Санчелеево |
| 10 | Верхние Белозёрки  | село                    | ↗2013     | сельское поселение Верхние Белозёрки  |
| 11 | Верхний Сускан     | село                    | ↗543      | сельское поселение Ташелка            |
| 12 | Винновка           | село                    | 75        | сельское поселение Осиновка           |
| 13 | Висла              | посёлок                 | 201       | сельское поселение Верхние Белозёрки  |
| 14 | Выселки            | село                    | ↗3827     | сельское поселение Выселки            |
| 15 | Ермаково           | село                    | ↘96       | сельское поселение Осиновка           |
| 16 | Жигули             | село                    | 1588      | сельское поселение Жигули             |
| 17 | Зеленовка          | село                    | ↗999      | сельское поселение Васильевка         |
| 18 | Кармалы            | село                    | 88        | сельское поселение Севрюкаево         |
| 19 | Кирилловка         | село                    | ↘583      | сельское поселение Кирилловка         |
| 20 | Кольцово           | село                    | 0         | сельское поселение Севрюкаево         |
| 21 | Красная Дубрава    | село                    | 17        | сельское поселение Пискалы            |
| 22 | Лбище              | село                    | 11        | сельское поселение Севрюкаево         |
| 23 | Лопатино           | село                    | ↘348      | сельское поселение Верхнее Санчелеево |
| 24 | Луначарский        | посёлок                 | ↗2487     | сельское поселение Луначарский        |
| 25 | Малая Рязань       | село                    | 14        | сельское поселение Большая Рязань     |
| 26 | Менжинский         | посёлок                 | ↗393      | сельское поселение Ташелка            |
| 27 | Мордово            | село                    | 34        | сельское поселение Севрюкаево         |
| 28 | Мусорка            | село                    | ↘1443     | сельское поселение Мусорка            |
| 29 | Нижнее Санчелеево  | село                    | ↗2300     | сельское поселение Нижнее Санчелеево  |
| 30 | Новая Бинарадка    | село                    | ↘674      | сельское поселение Новая Бинарадка    |
| 31 | Новая Васильевка   | посёлок                 | 17        | сельское поселение Нижнее Санчелеево  |
| 32 | Новое Ерёмкино     | село                    | ↘282      | сельское поселение Пискалы            |
| 33 | Осиновка           | село                    | 288       | сельское поселение Осиновка           |
| 34 | Отвага             | железнодорожная станция | 0         | сельское поселение Александровка      |
| 35 | Пески              | село                    | 22        | сельское поселение Мусорка            |
| 36 | Пискалы            | село                    | ↘1659     | сельское поселение Пискалы            |
| 37 | Подстёпки          | село                    | ↗15 455   | сельское поселение Подстёпки          |
| 38 | Приморский         | посёлок                 | ↗2637     | сельское поселение Приморский         |
| 39 | Рассвет            | посёлок                 | 295       | сельское поселение Васильевка         |
| 40 | Русская Борковка   | село                    | ↗2645     | сельское поселение Тимофеевка         |
| 41 | Рязанский          | железнодорожный разъезд | 0         | сельское поселение Большая Рязань     |
| 42 | Севрюкаево         | село                    | 592       | сельское поселение Севрюкаево         |
| 43 | Сосновка           | село                    | ↗320      | сельское поселение Ташелка            |
| 44 | Сосновый Солонец   | село                    | ↘1549     | сельское поселение Сосновый Солонец   |
| 45 | Ташелка            | село                    | ↗1505     | сельское поселение Ташелка            |
| 46 | Ташла              | село                    | ↘815      | сельское поселение Мусорка            |
| 47 | Тимофеевка         | село                    | ↗6592     | сельское поселение Тимофеевка         |
| 48 | Узюково            | село                    | ↗3384     | сельское поселение Узюково            |
| 49 | Услада             | железнодорожная станция | 15        | сельское поселение Большая Рязань     |
| 50 | Хрящёвка           | село                    | ↘3472     | сельское поселение Хрящёвка           |
| 51 | Ягодное            | село                    | ↗11 801   | сельское поселение Ягодное            |

### Попытка объединения с Тольятти
В 2008 году депутатами Самарской Губернской думы: С. И. Андреевым, Е. Л. Юрьевым, В. А. Гройсманом высказывались с предложением присоединить Ставропольский район в состав городского округа Тольятти, предусмотренной статьёй 12 ФЗ-131 «Об общих принципах организации местного самоуправления в Российской Федерации». Однако после избрания Андреева главой Тольятти, он отказался от своих предложений. Периодически этот вопрос поднимается в Думе Тольятти и гражданскими активистами.

## Местное самоуправление
Администрация района расположена на территории города Тольятти на Площади Свободы, д. 9 — в здании котором также располагается «Собрание Представителей», состоящее из 17 районных депутатов избираемых из состава депутатов сельских поселений по одному от каждого сельского округа. При этом район не входит в состав города.
Помимо районных депутатов в каждом сельском поселении также расположены «Собрания Представителей» состоящие из всенародно избранных сельских депутатов.
До 2015 года Глава Ставропольского района и Главы сельских поселений и администраций избирались всенародно, после изменения устава, Главы назначаются депутатами, по результату конкурсной комиссии. Последние всенародные выборы Главы района прошли в 2010 году.

## Экономика
Промышленность
На территории района находятся Даниловское и Валовское месторождения глин. Особая экономическая зона Тольятти, предприятия промышленности, расположены в границах села Русская Борковка.
Сельское хозяйство
В районе имеется 175,6 тыс. га сельскохозяйственных угодий. Доля фактически используемых сельскохозяйственных угодий в общей площади сельскохозяйственных угодий района составляет 94,2 %.

## Транспорт
Через район проходят кольцевая железная дорога вокруг Самарской Луки («Сызрань—Жигулевск—Самара—Новокуйбышевск—Чапаевск—Октябрьск—Сызрань») с железнодорожной станцией Жигулевское море, федеральная автодорога М5 «Урал».

## Достопримечательности
На территории района находится так называемый Муромский городок — некогда город в Волжской Булгарии, представляющий значительную археологическую ценность.